# Église Saint-Martin de Fronsac
Pour les articles homonymes, voir Église Saint-Martin.
L'église Saint-Martin est une église catholique située à Fronsac, en France.

## Localisation
L'église est située dans le département français de la Gironde, sur la commune de Fronsac.

## Historique et description
La légende locale attribue la fondation de l’église à Charlemagne. L'église est certainement l’une des plus anciennes fondations de Gironde. Elle adopte une structure qui s’inspire de la structure basilicale utilisée à la période carolingienne et s’agit probablement d’un édifice à destination monastique.

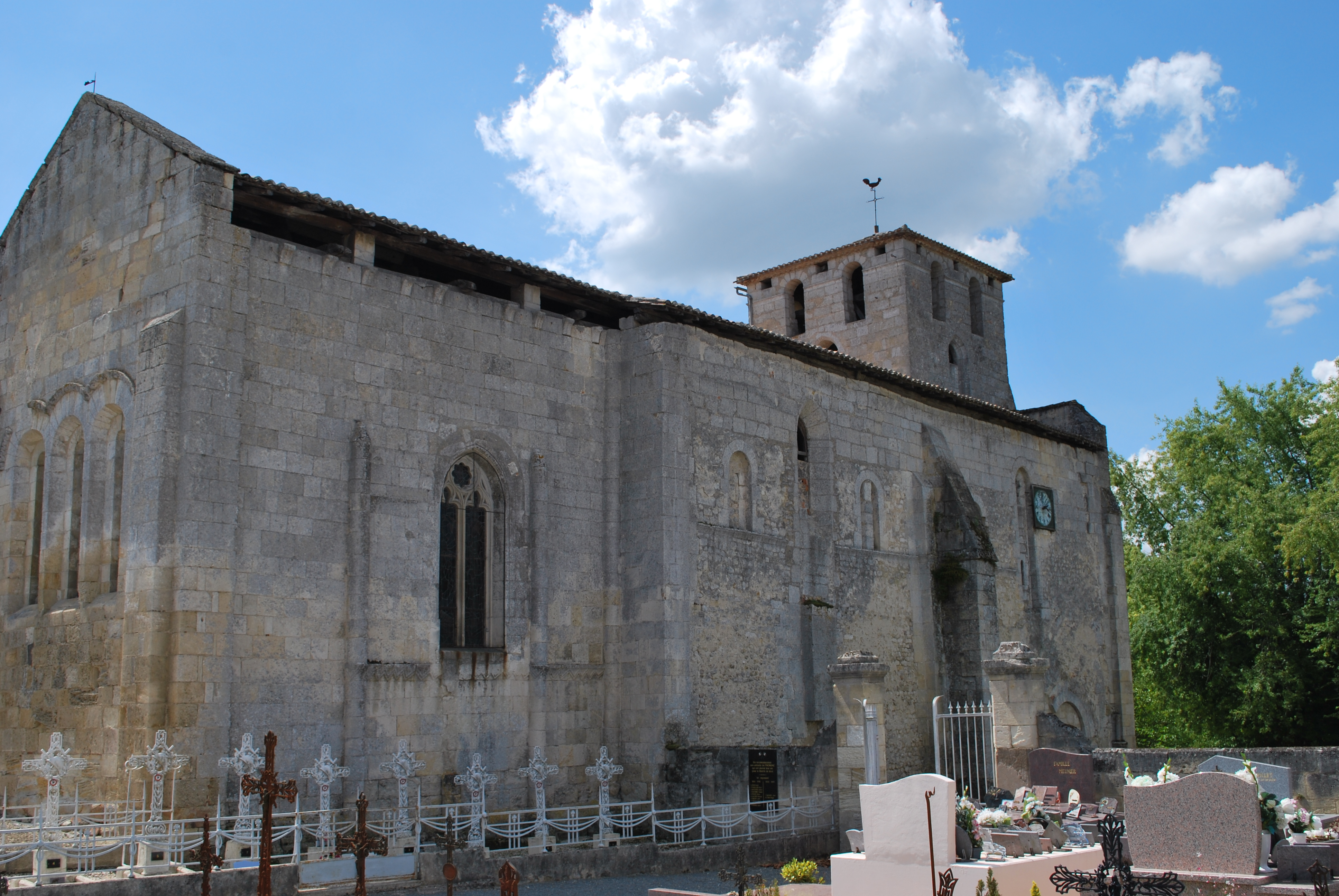
Façade nord
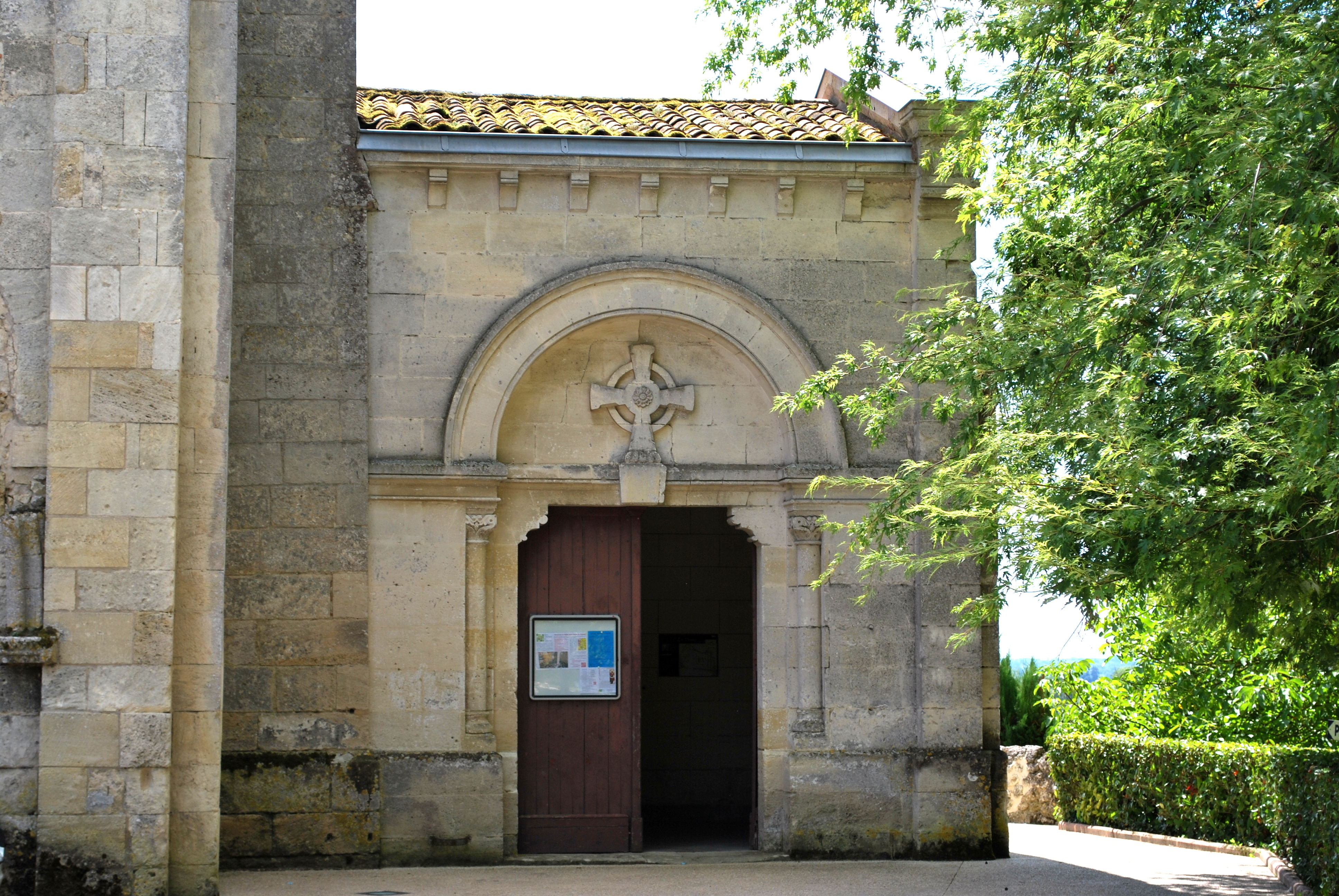
Porche ouest
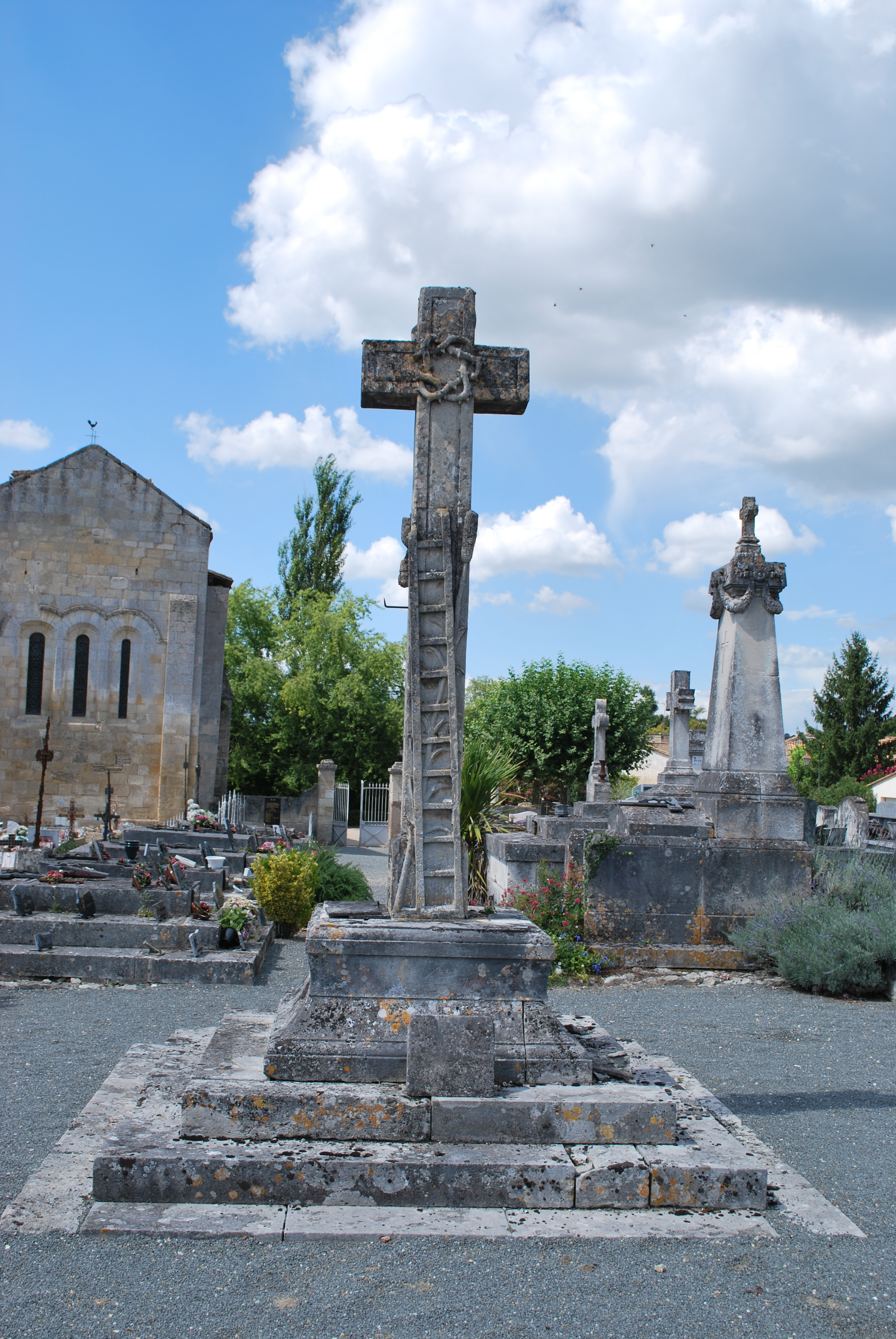
Croix de mission
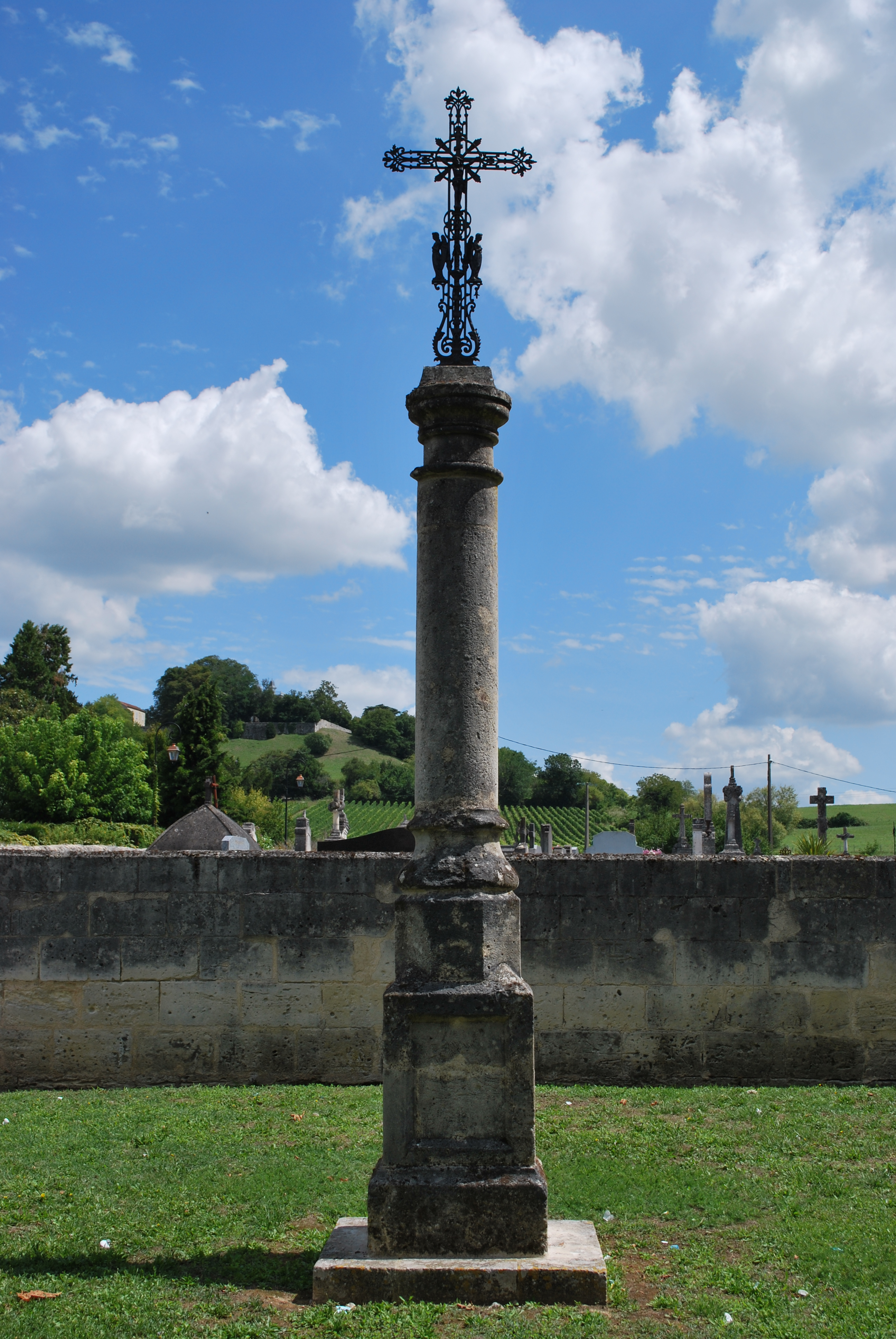
Croix de cimetière

L’édifice actuel, construit au XIe ou XIIe siècle, possède un chevet plat, percé de trois fenêtres cintrées ornées de rinceaux. La façade nord est décorée de pilastres semi-circulaires et d’une double rangée horizontale de chevrons en zigzag, datant du XIe siècle. Une nef latérale est ajoutée au sud de l’édifice au XIVe siècle et, sur la façade occidentale, un porche au XXe siècle.
Sous les dallage et pelouses au nord de l'église se trouve un cimetière ancien. Des sarcophages qui sont déposés dans l'entrée, ainsi que le chapiteau de marbre blanc servant de bénitier, sont des vestiges de l'ancien lieu de culte.

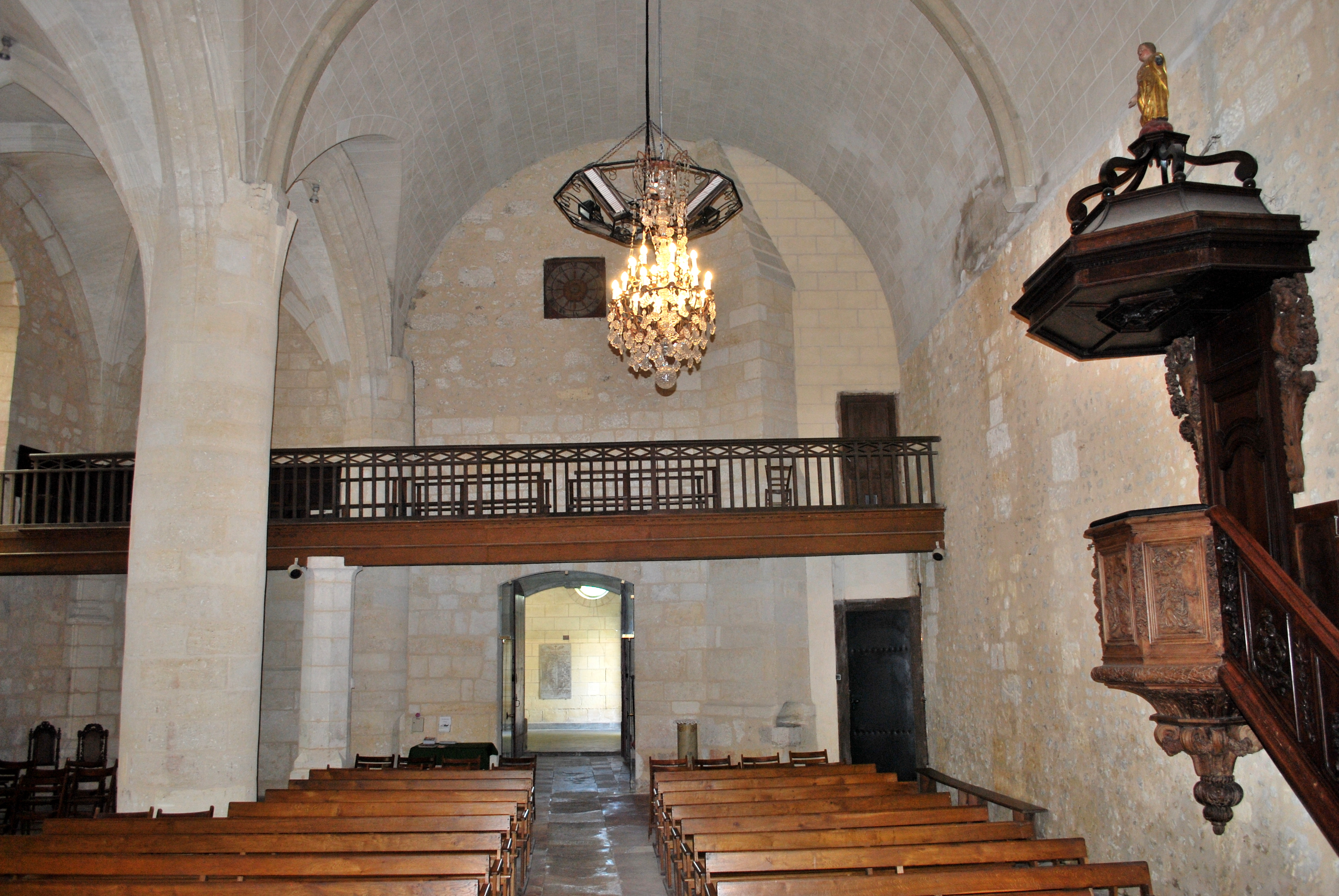
La nef vers l'ouest
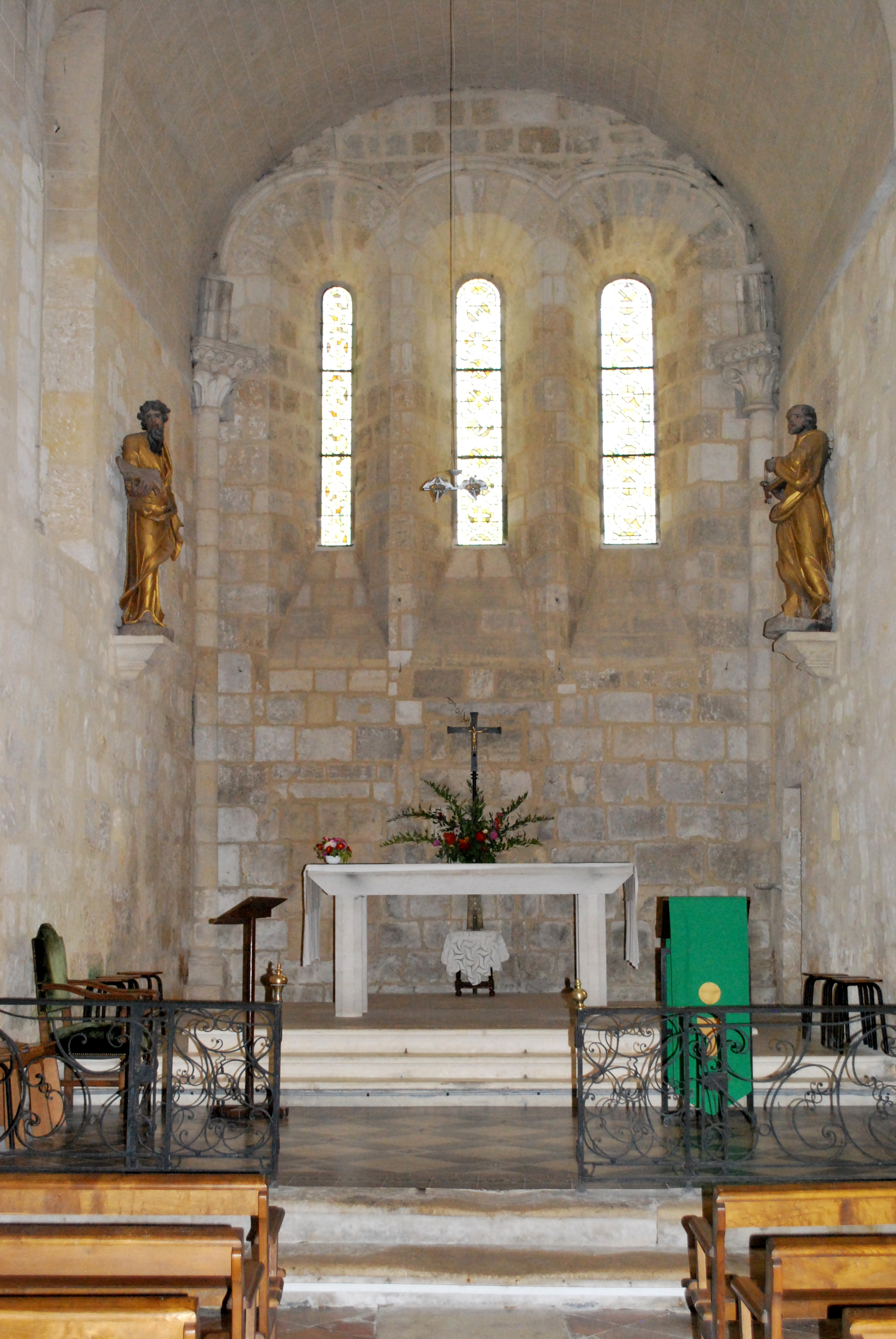
Le sanctuaire
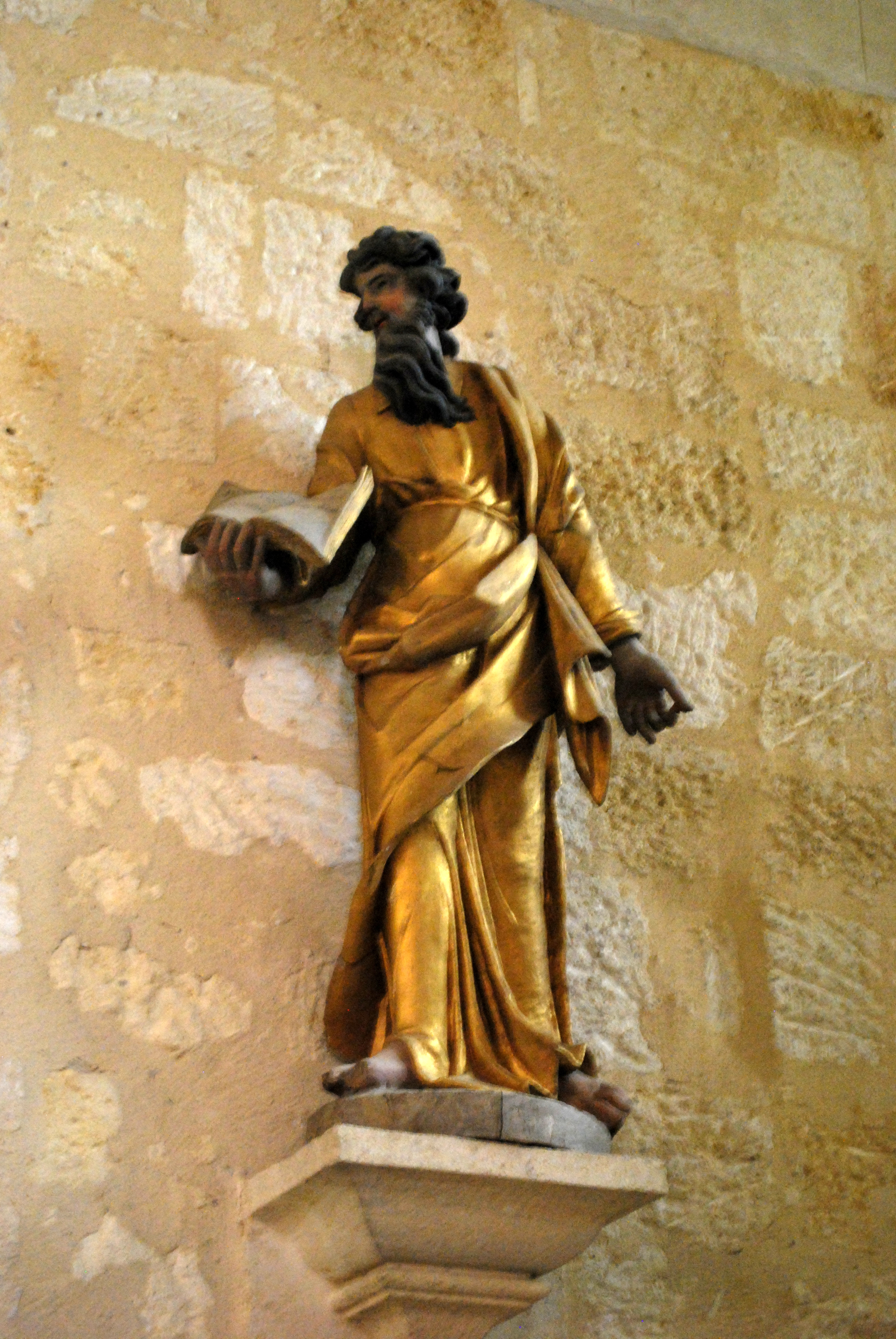
Saint Paul
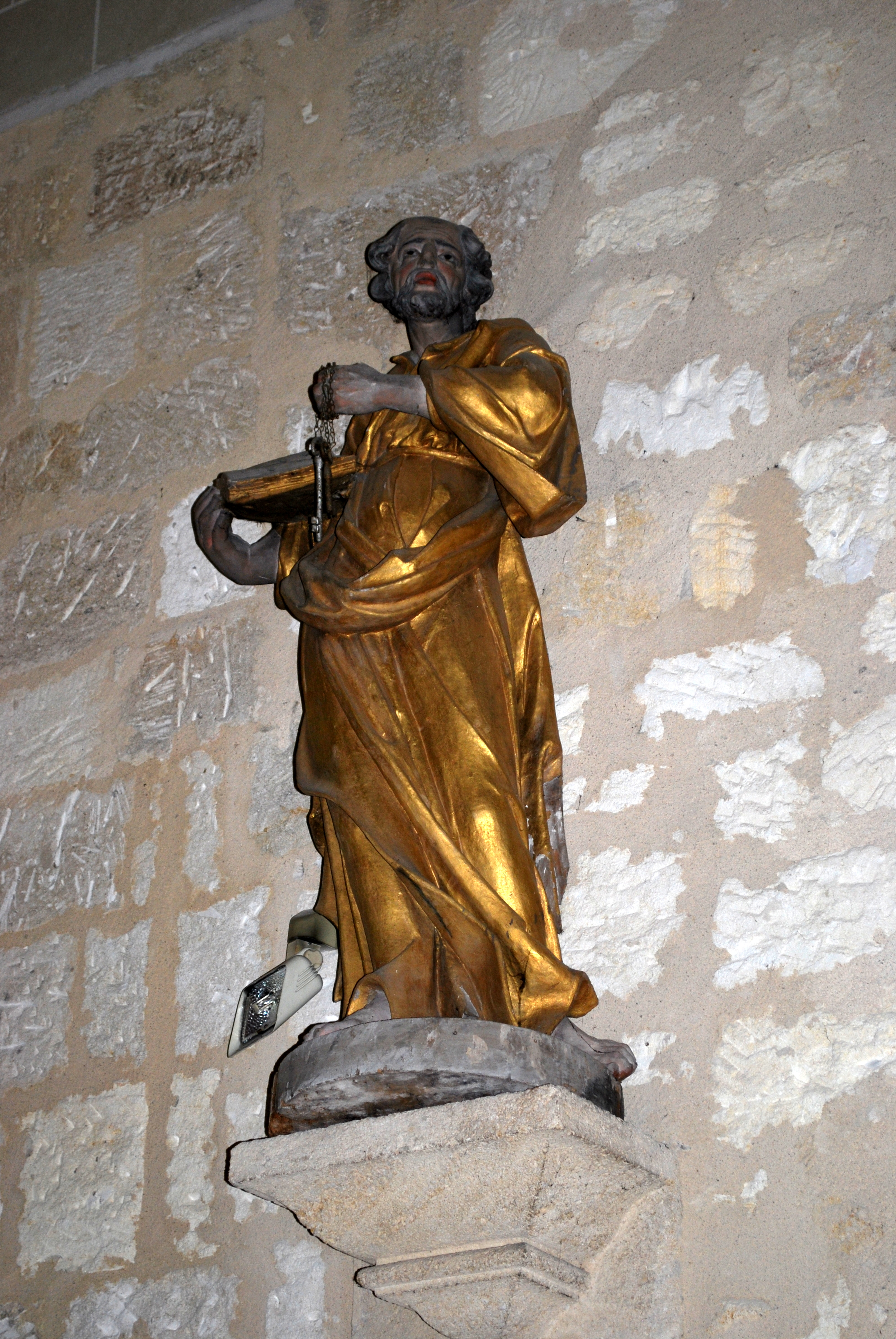
Saint Pierre

La nef principale date du XIIe siècle. Sur la droite, l'ancien mur a été détruit et remplacé par de forts piliers lors de la construction, en 1462, de la nef latérale au sud, dédiée à la Vierge. L’ajout de cette chapelle est l’une des seules adjonctions d’importance à l’église originelle.
La voûte actuelle de la grand nef est en béton. Elle a été coulée dans les années 1950 après effondrement de la voûte en briques qui détruisit tout le mobilier ainsi que l'autel principal. Seule la chaire échappa au désastre.
Un grille en fer forgé du XVIIIe siècle sert de séparation du chœur de la nef. Deux statues ornent les murs. À droite saint Pierre et en face saint Paul. Ces statues en bois doré sont l’œuvre de Jean Mahay, originaire de Liège et mort en 1688 à Libourne.

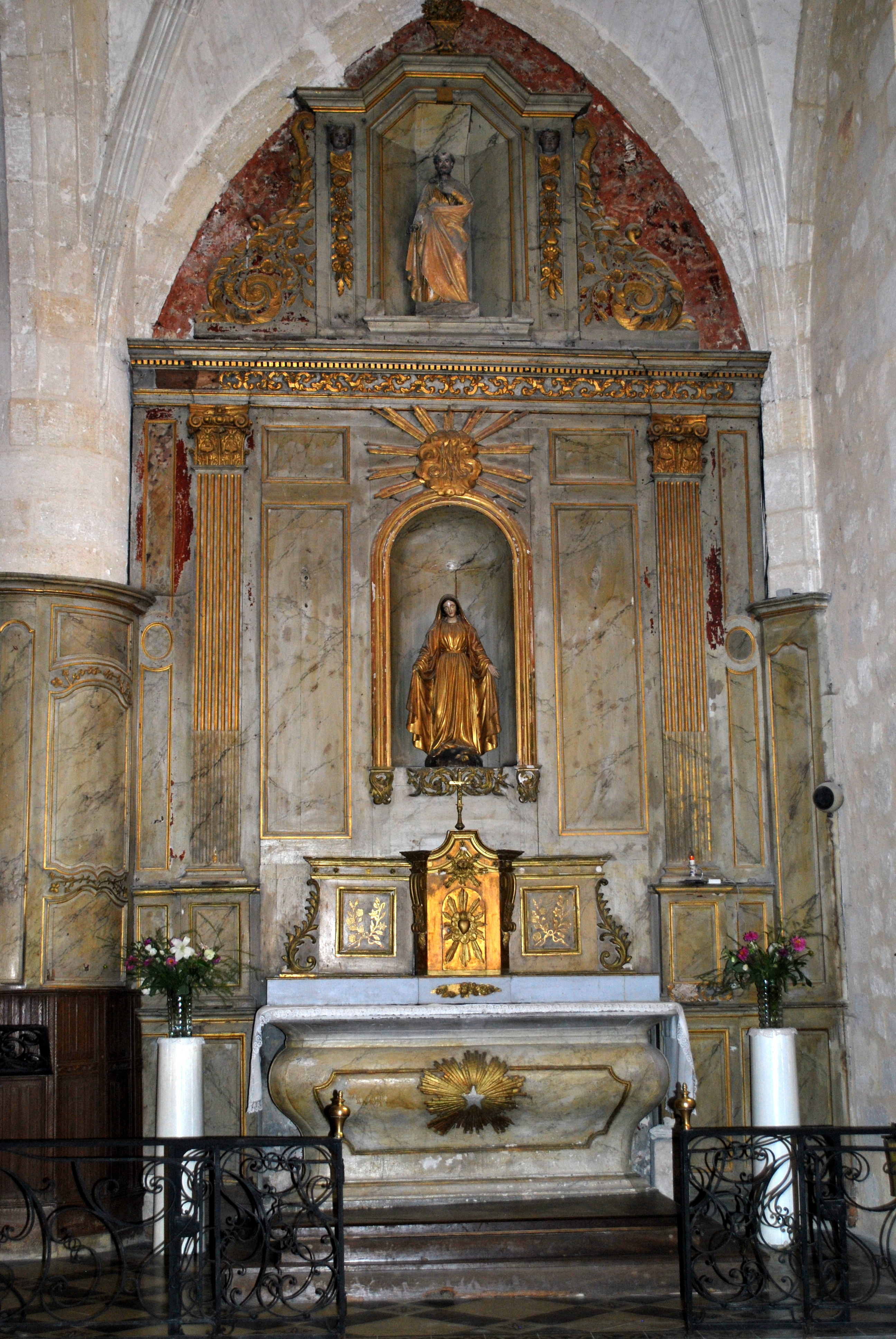
Chapelle de la Vierge

### La nef latérale
La nef latérale est de style gothique. Ce bas-côté est attribué à Louis XI, qui en aurait ordonné la construction. Les croisées d'ogive en plein cintre s’élevant des piliers la divisent en trois parties, couronnées de clés de voûte sculptées. Celle du centre montre un personnage en habits sacerdotaux portant un agneau sur le bras.
L'autel de la Vierge est de style Louis XVI, surmonté d'un grand retable en bois. Dans les niches, une statue de saint Joseph en bois doré, tout en haut. Au-dessus du tabernacle, une statue en bois polychrome de Notre-Dame de Grâces, datant d'environ 1462. Elle est représentée les mains ouvertes à hauteur des hanches, la Vierge se tient debout sur la voûte céleste, écrasant de son pied le serpent qui laisse échapper de sa gueule la pomme du péché originel. La statue est particulièrement riche, les vêtements de la Vierge étant couverts de feuilles d’or. Il s’agit là de l’iconographie de Notre-Dame de Grâces, dont la dévotion connaît un grand succès aux XVIe et XVIIe siècles.

### Le mobilier
- Dans le porche d'entrée se trouve un bénitier creusé dans un ancien chapiteau de marbre. Ce chapiteau provient probablement de l'ancien monastère.
- Les fonts baptismaux se trouvent dans la sacristie.
- Il existe un tronc en bois, destiné à recevoir les dons des fidèles, qui figure une représentation sculptée de la Vierge jouant avec l’Enfant Jésus. Elle s’inscrit dans un médaillon entouré d'une guirlande de feuilles d’acanthe. Le foisonnement de l’ornementation rappelle le style qui se développe sous le règne de Louis XIII, alors que le cardinal de Richelieu, duc de Fronsac, est le principal ministre du roi.

Le tronc sculpté est classé à titre d'objet à l’inventaire des Monuments historiques.
- L’église conserve également une chaire à prêcher en bois richement ornée, datant du XVIIe siècle. Afin de rabattre la voix du prédicateur vers les fidèles, la chaire est pourvue d’un dais orné d’une statue.

La chaire, placée sur la gauche de la nef, est l’œuvre de l'ébéniste-sculpteur Pierre Vernet, qui avait reçu commande en 1730 pour l'église Saint-Jean de Libourne. Le meuble échappa aux destructions de la Révolution, puis fut offert à l'église de Fronsac en 1840 par le conseil paroissial de Libourne. La chaire a été restaurée récemment par monsieur Montion, ébéniste fronsadais.
Les sculptures de la cuve, en chêne, de couleur plus claire que le noyer des autres parties représentent : une jeune fille reçoit d'un angelot le rameau du martyre qu'elle va subir ; l'Annonciation faite à Marie ; un évêque assis à sa table de travail, plume en main ; saint Joseph, appuyé sur son bâton et tenant fermement la main du jeune Jésus.
Les chaires se généralisent dans les nefs des églises à partir du XVIe siècle et sont probablement liées au développement de la Contre-Réforme. Le prédicateur peut alors s’en servir pour tenir des discours destinés à combattre les thèses huguenotes.

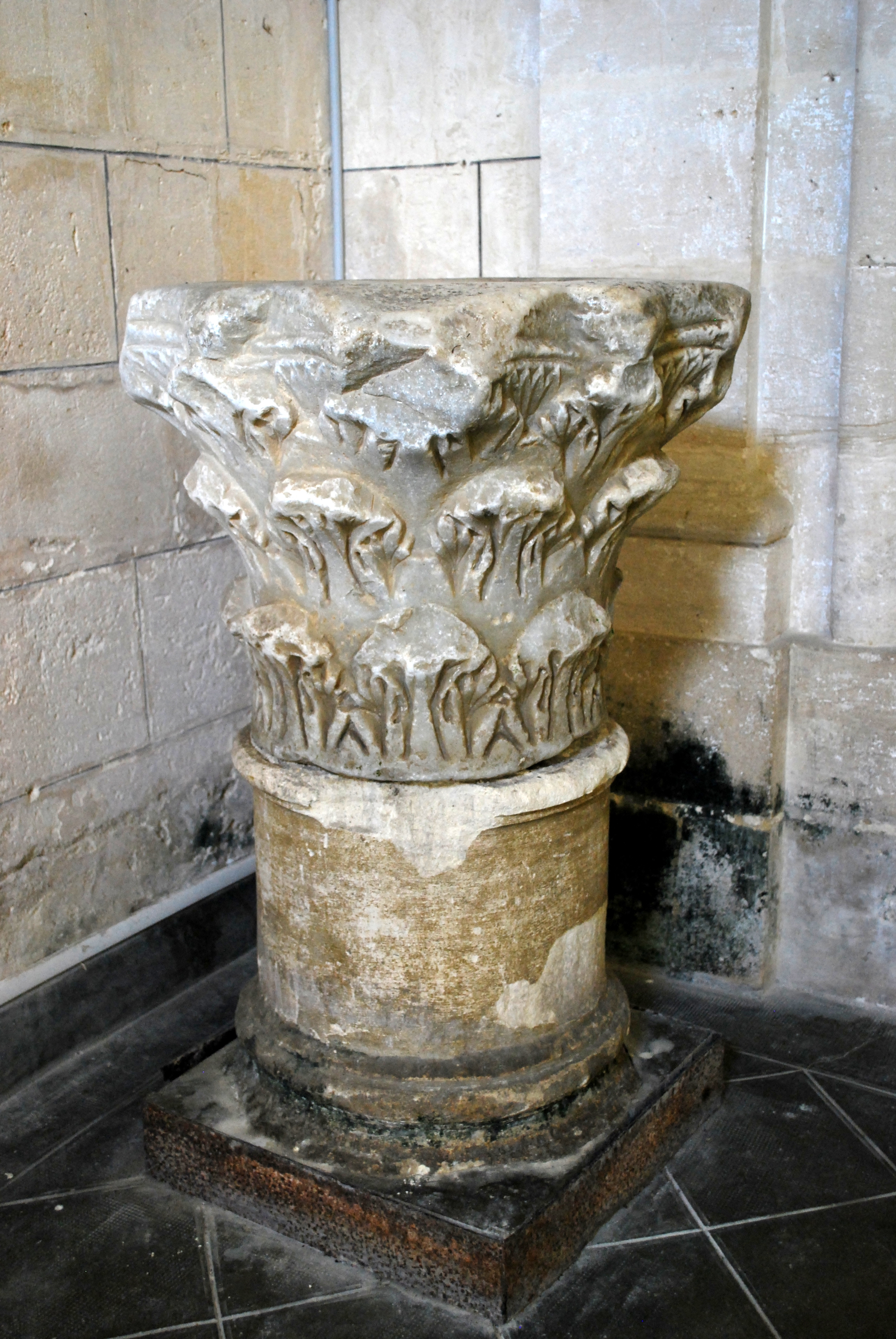
Bénitier
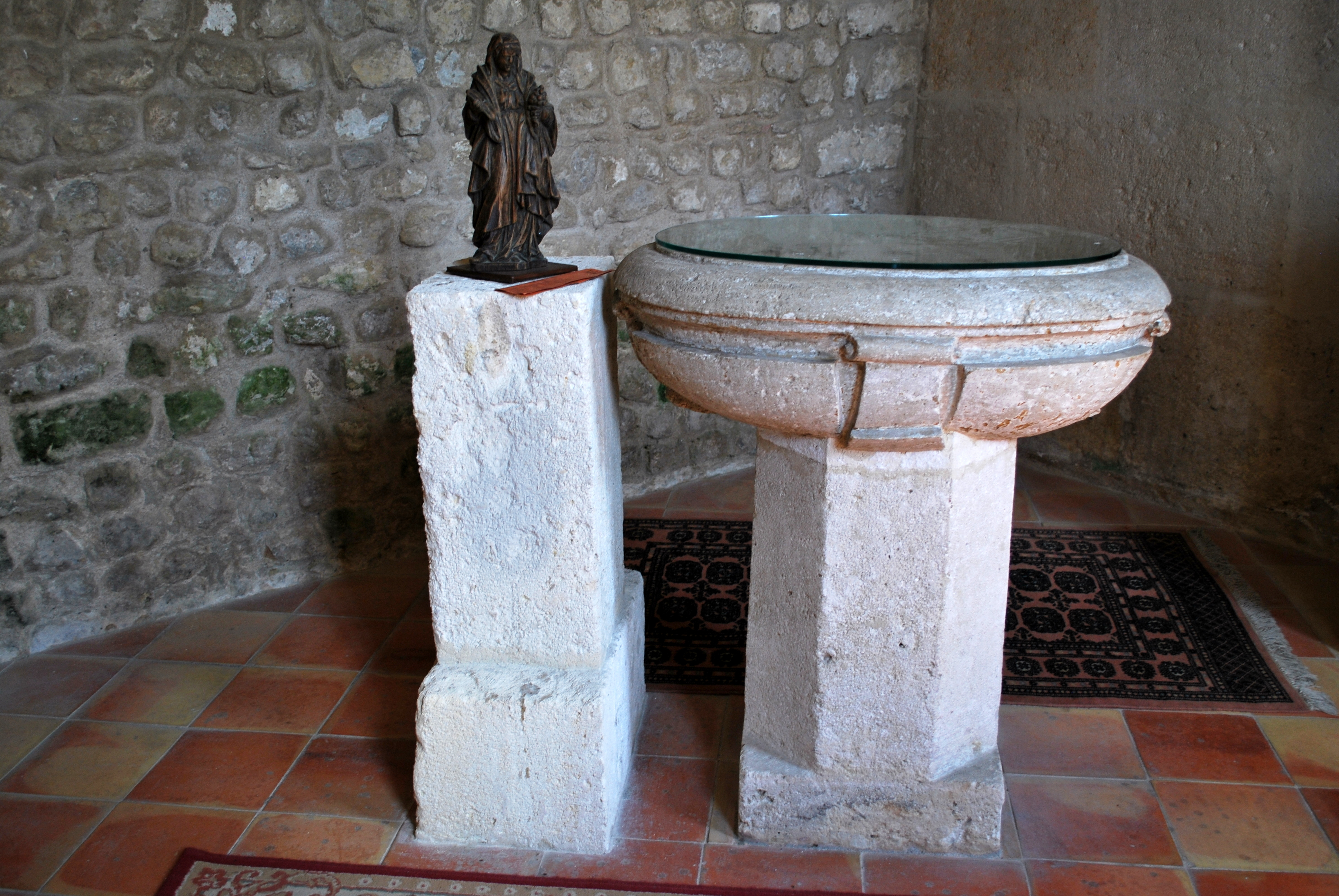
Fonts baptismaux
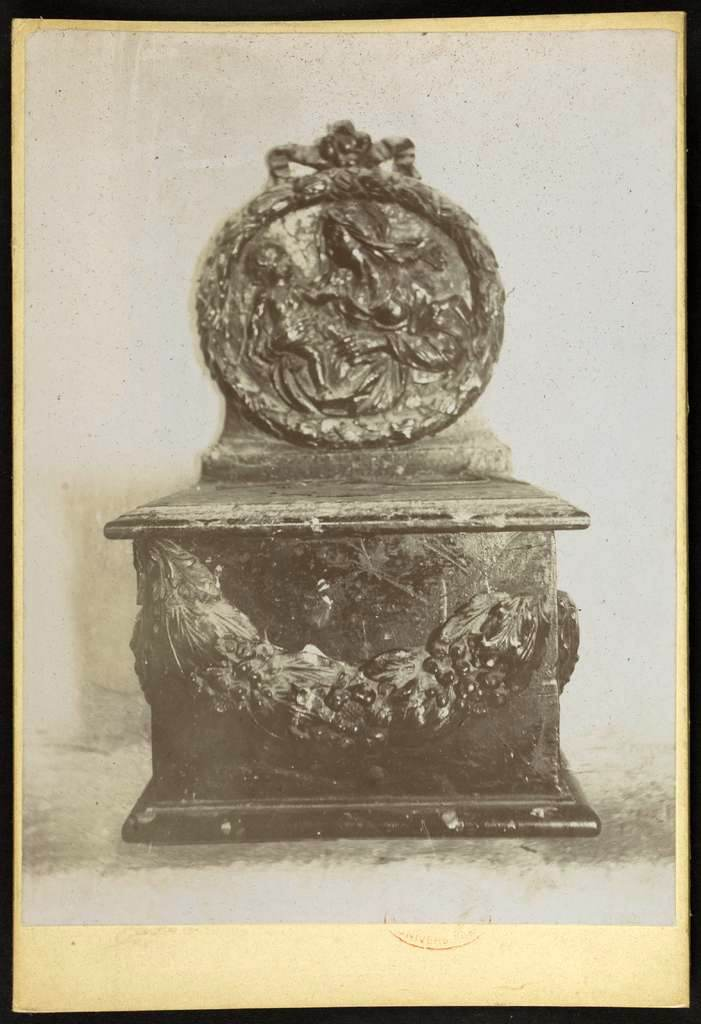
Tronc
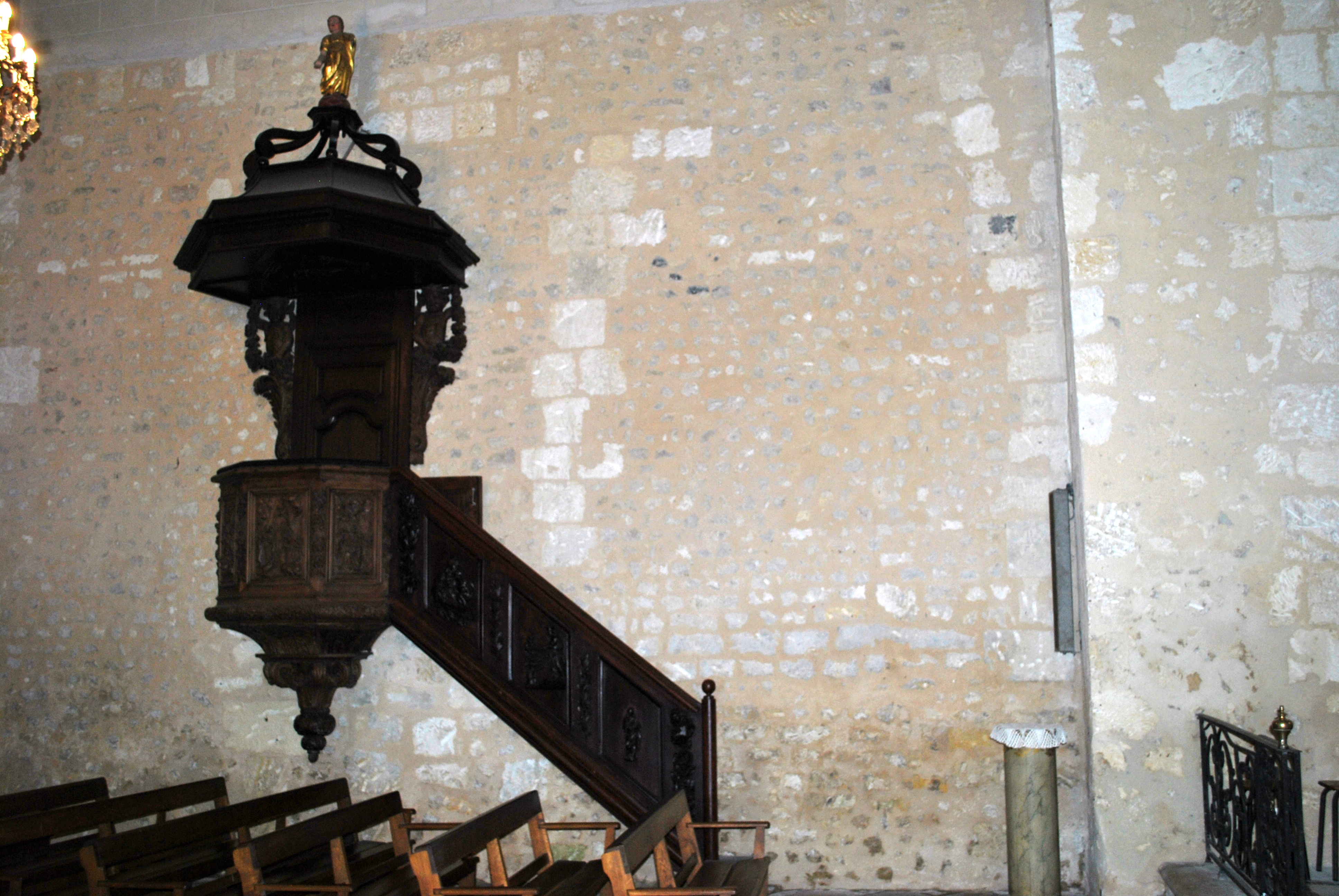
Chaire à prêcher

### Les vitraux
Trois des vitraux datent des années 1870, elles remplacent, sans doute, les vitraux du XVIe siècle qui devaient occuper les ouvertures à meneaux de style gothique. En montant du fond vers l'autel, on voit sainte Germaine de Pibrac et sainte Quitterie, toutes les deux vénérées au XIXe siècle. Ensuite, saint Paul, appuyé sur l'épée de son martyre, et saint Pierre portant les clés du royaume. Enfin, l'histoire de la Vierge Marie, telle que raconte la tradition populaire de La Légende dorée. Finalement, dans le chœur se trouve un vitrail qui date de la restauration de 1955, l’œuvre de Francis Chigot, maître-verrier de Limoges. Il représente saint Martin et sainte Geneviève. Les ouvertures romanes du chevet, en triplet, ont été ornées en 1955 de verrières de style cistercien.

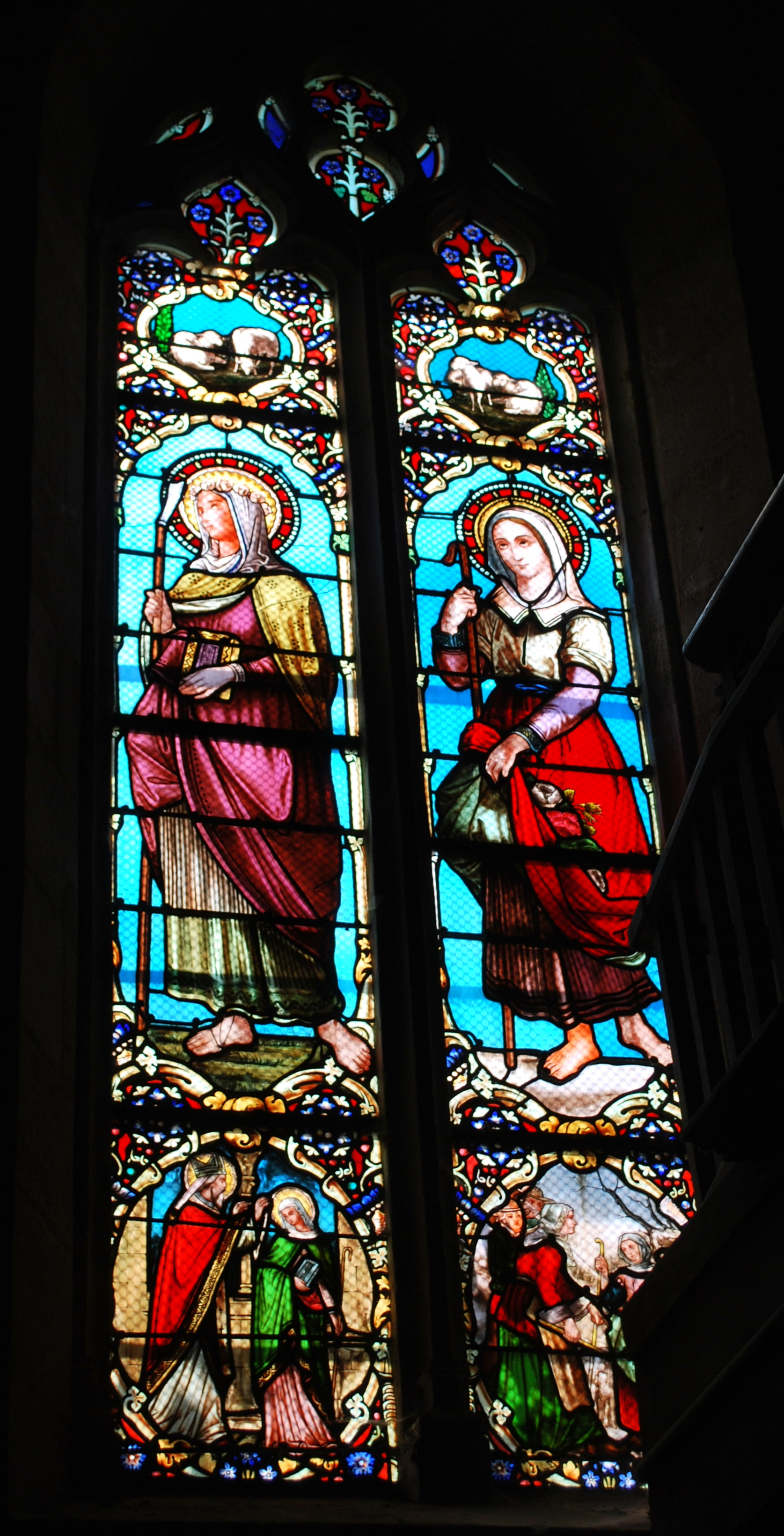
Sainte Germaine et sainte Quitterie
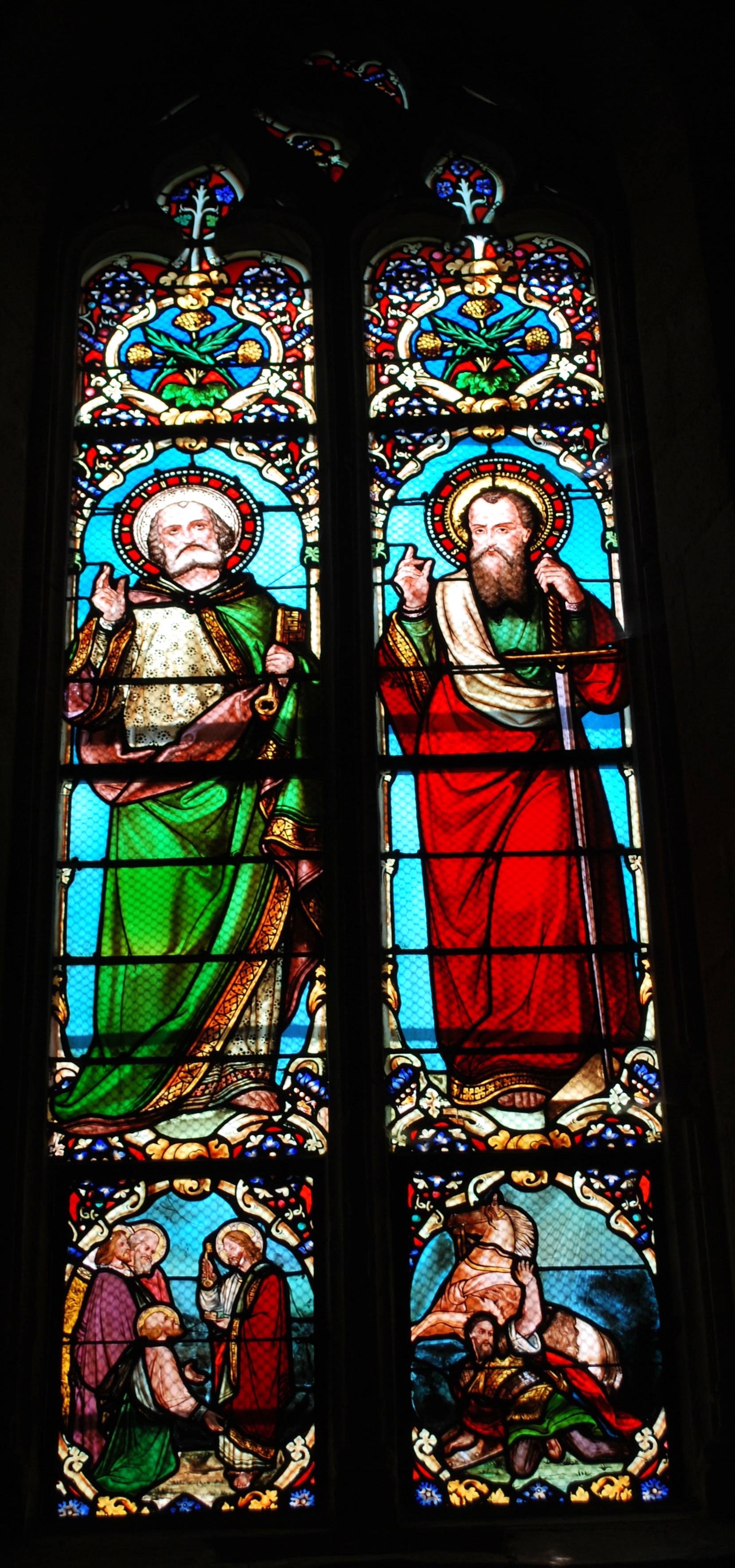
Saint Paul et saint Pierre
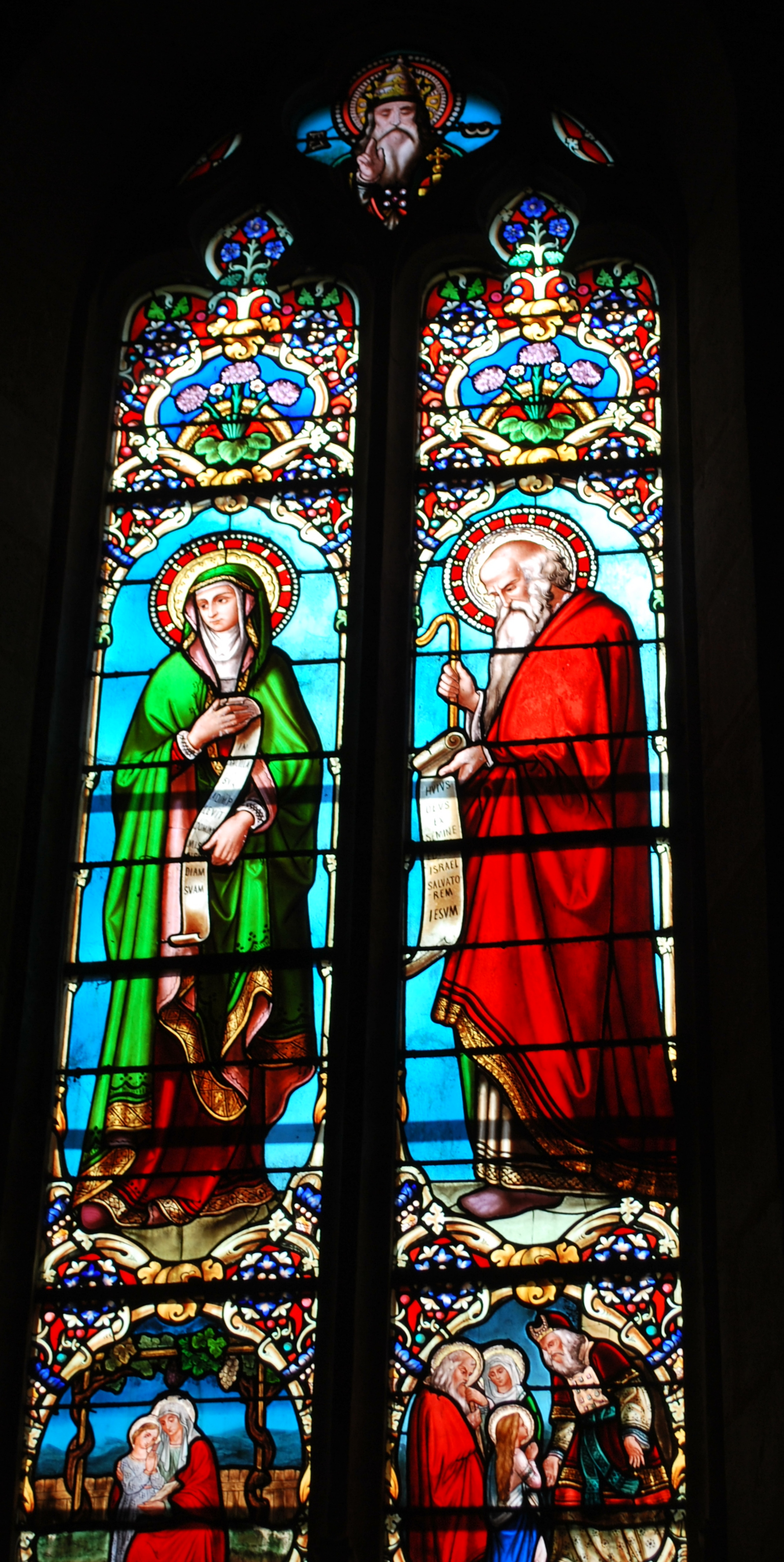
La légende dorée
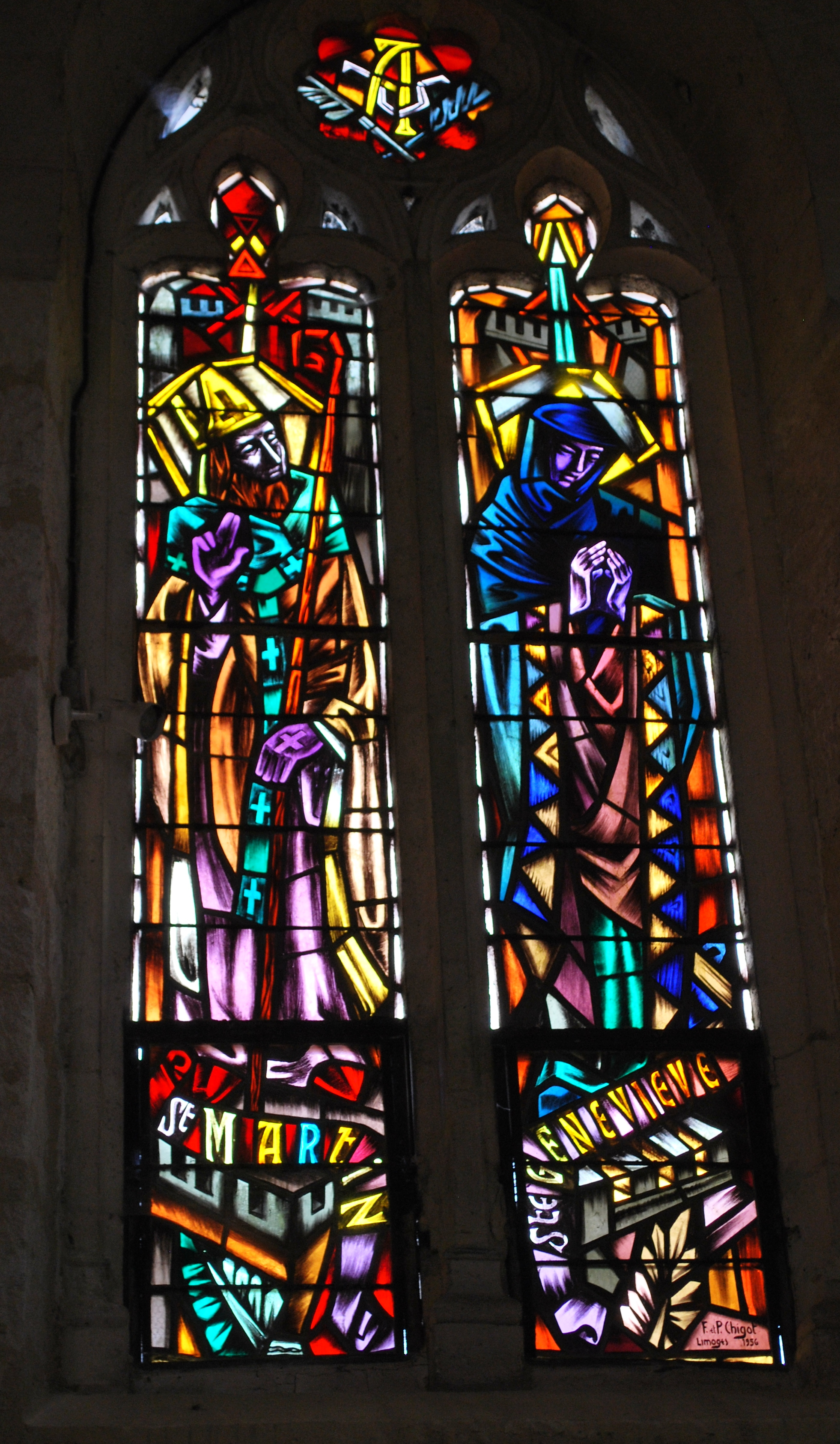
Vitraux de F. Chigot
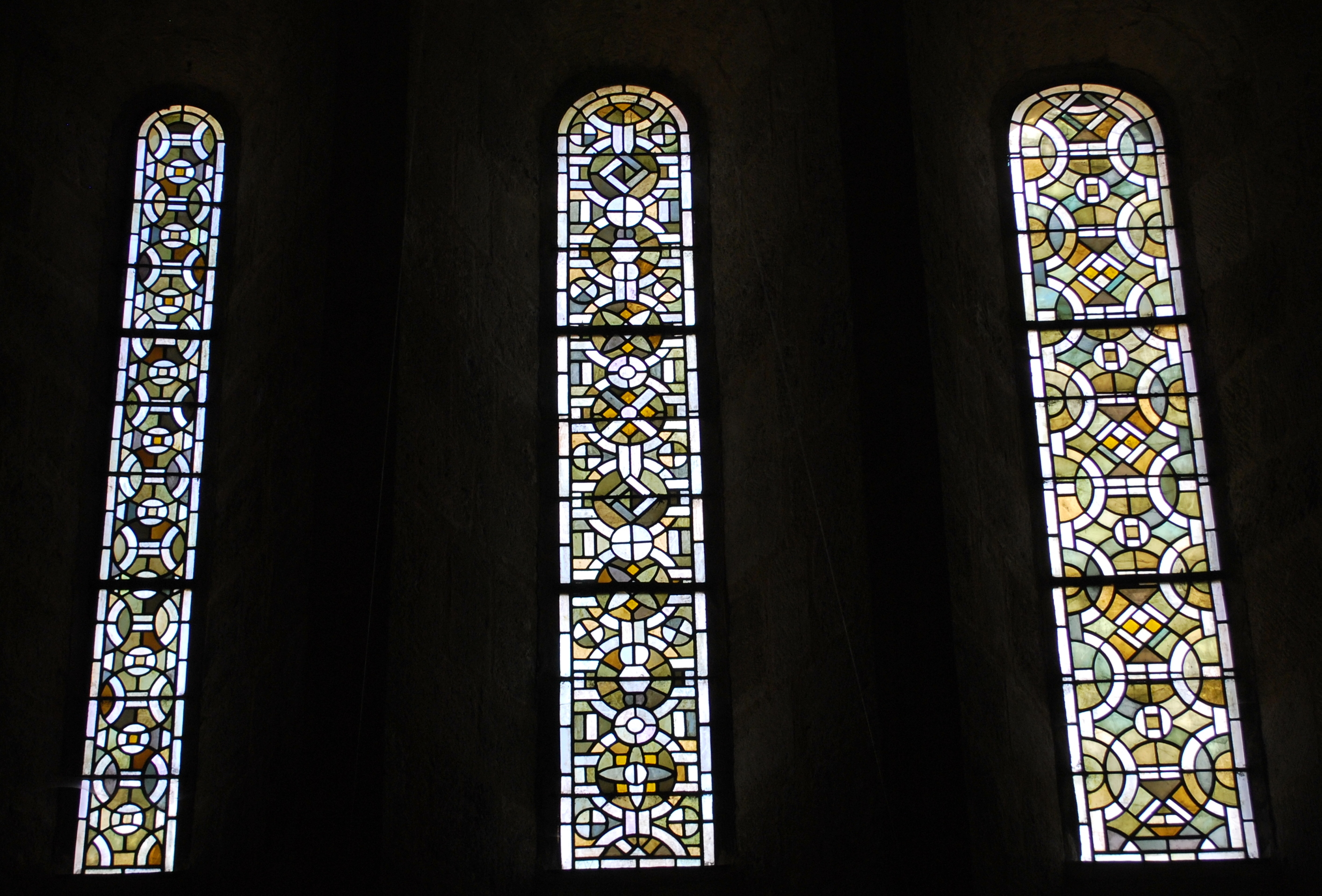
Vitraux du chevet

L'édifice est inscrit au titre des monuments historiques le 24 décembre 1925.